# ホテルセンチュリーイカヤ
ホテルセンチュリーイカヤ（英: Hotel Century Ikaya）は、新潟県上越市にあるホテル、並びにそれを運営する企業（株式会社ホテルセンチュリーイカヤ）。

## 概要

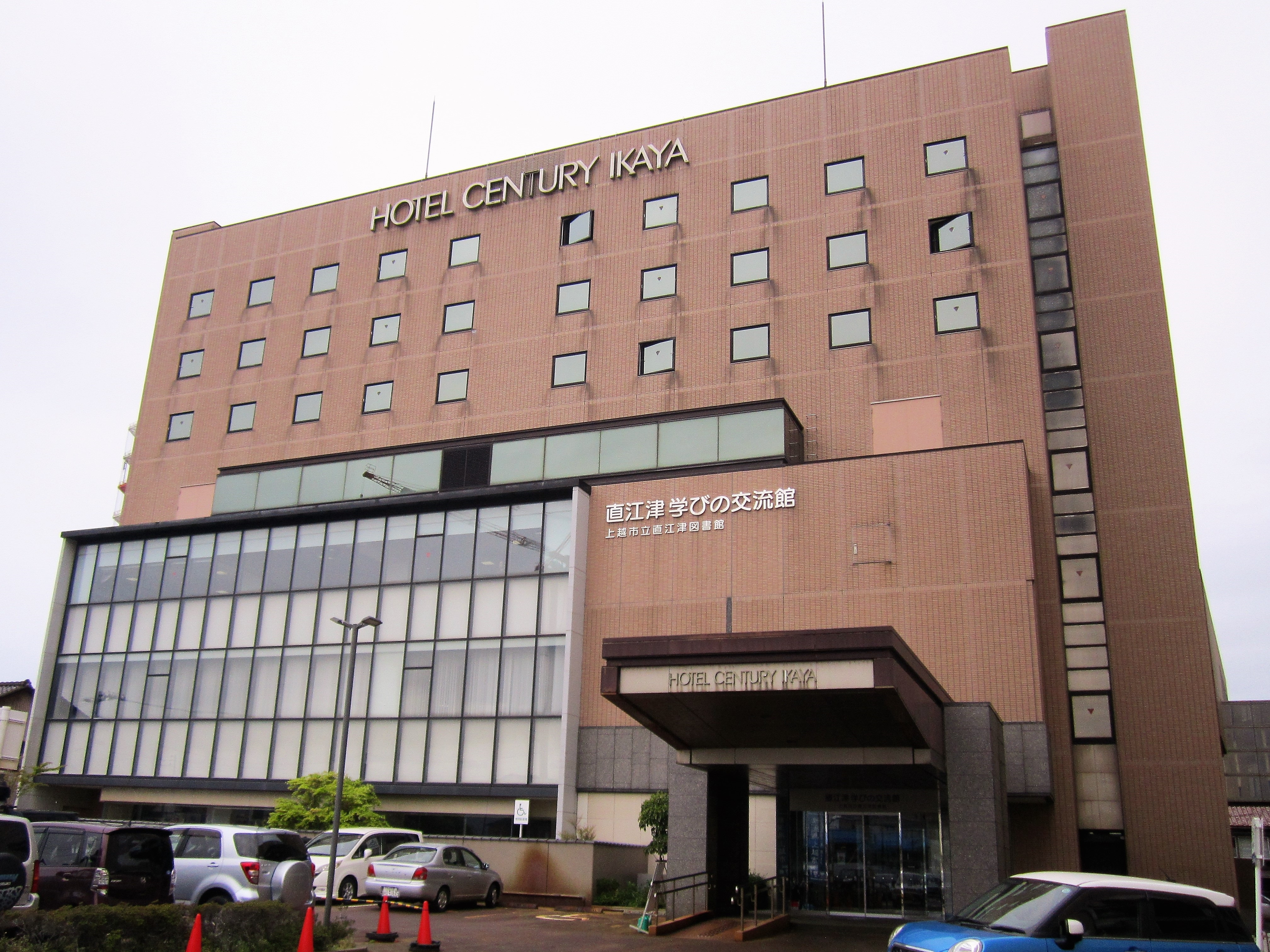
新館と「直江津学びの交流館」（2019年4月）

えちごトキめき鉄道・JR直江津駅北口正面に位置する、本館・新館からなるホテル。スイートルームを含む全101室。レストラン、宴会場、会議室、売店などを完備している。最盛期には東京都下に支店も持っていた。
上越市は直江津図書館と社会教育館の老朽化に伴い、その移設先として新館の1 - 3階をイカヤから取得して整備し「直江津学びの交流館」として2010年（平成22年）10月1日に開館した。

## 沿革
- 1872年（明治5年） 前身である「いかや旅館」創業
- 1987年 ホテルセンチュリーイカヤ開業
- 1993年 新館増築

## 駅弁
1901年（明治34年）に直江津駅での構内営業の許可を得て以来、2008年まで駅弁の製造、販売を行っていた。末期には直江津駅での販売のほかに、観光バスの団体客を対象に上越インターチェンジや水族博物館、直江津港の佐渡汽船待合所など、上越市内の観光名所や立ち寄りポイントへの配達を行っていた。
- 末期に販売されていた駅弁
  - 謙信公お立ち飯
  - 磯釜めし
  - 鮭の押寿司
  - 越後の小昼（こびり）
  - かにずし
  - とりめし
  - 浜やきめし

## アクセス
- 鉄道
  - JR・えちごトキめき鉄道直江津駅 徒歩1分
- 車
  - 北陸自動車道 上越IC 15分